# Casa Blanca (Moscú)
La Casa Blanca de Rusia (en ruso: Белый дом, transliterado como Biely Dom), también conocida como la Casa Blanca Rusa, es el edificio parlamentario en Moscú. Diseñado por los arquitectos Dmitri Chechulin y Pável Shteller, la construcción comenzó en 1965 y fue finalizada en 1981.
La renovada Casa Blanca es ahora sede central del Gobierno de la Federación de Rusia y residencia oficial de su presidente.

## Historia

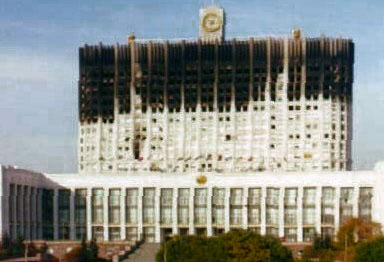
Estado en que quedó la Casa Blanca tras ser atacada por el Ejército en octubre de 1993.

El edificio fue sede del Poder Legislativo de la República Socialista Federativa Soviética Rusa (RSFSR), el Sóviet Supremo de la RSFS de Rusia, y posteriormente de su sucesor, el Congreso de los Diputados del Pueblo de Rusia, hasta la disolución de la Unión Soviética el 25 de diciembre de 1991. Anteriormente, frente al edificio el presidente de la RSFSR, Borís Yeltsin, encima de un tanque pronunció un discurso condenando el intento de golpe de Estado del 19 de agosto contra el entonces presidente de la URSS, Mijaíl Gorbachov. Posteriormente, fue escenario de la crisis del 4 de octubre de 1993, cuando el propio Yeltsin ordenó el bombardeo del edificio causando enormes daños materiales y humanos.
Durante la reforma parlamentaria, fue conocida con el título de DUM; fue elegido en 1994 y movilizada al nuevo edificio de Moscú de la calle Ojotny Ryad.